# Емъри (окръг)
Окръг Емъри (на английски: Emery County) е окръг в щата Юта, Съединени американски щати. Площта му е 11 555 km², а населението – 10 976 души (2010). Административен център е град Кесъл Дейл.

## Градове
- Оринджвил
- Ферън